# Composizioni di Michael Tippett
La carriera compositiva del compositore britannico Michael Tippett si è estesa per oltre otto decenni, dalle opere giovanili e inedite scritte negli anni '20 alle sue opere finali degli anni '90. Ha composto in molti generi, da opere orchestrali su larga scala e opere complete di lunghezza intera, a canzoni soliste e fanfare di gruppi di ottoni. Dalla metà del 1930 la sua musica iniziò ad essere pubblicata ed eseguita pubblicamente. L'elenco principale è limitato alle opere pubblicate ed eseguite pubblicamente; una lista sussidiaria fornisce dettagli di brani inediti, alcuni dei quali potrebbero essere stati eseguiti privatamente.

## Opere pubblicate
| Genere               | Data di composizione | Titolo                                                                                                  | Forze musicali | Dettagli prima esecuzione | Note | Ref.         |
| -------------------- | -------------------- | --- | --- | --- | --- | ------------ |
| Opera                | 1946–52              | The Midsummer Marriage                                                                                  | Voci ed orchestra | 27 gennaio 1955: Londra. Royal Opera House cond. John Pritchard | Opera in tre atti. Libretto del compositore. Vedi anche "Ritual Dances from The Midsummer Marriage" nelle opere orchestrali                                         | [ 1 ]        |
| Opera                | 1958–61              | King Priam                                                                                              | Voci ed orchestra | 29 maggio 1962: Coventry. Coventry Theatre. Royal Opera House coro & orch. cond. John Pritchard                                                                                                 | Opera in tre atti. Libretto del compositore. | [ 2 ]        |
| Opera                | 1966–69              | The Knot Garden                                                                                         | Voci ed orchestra | 2 dicembre 1970: Londra. Royal Opera House cond. Colin Davis | Opera in tre atti. Libretto del compositore. | [ 3 ]        |
| Opera                | 1973–76              | The Ice Break                                                                                           | Voci ed orchestra | 7 luglio 1977: Londra. Royal Opera House cond. Colin Davis | Opera in tre atti. Libretto del compositore. | [ 3 ]        |
| Opera                | 1985–88              | New Year                                                                                                | Voci ed orchestra | 27 ottobre 1989: Houston, Texas. Houston Grand Opera cond. John DeMain | Opera in tre atti. Libretto del compositore. Suite orchestrale 1989.                                                                                                | [ 4 ] [ 5 ]  |
| Musica orchestrale   | 1938–39              | Concerto per doppia orchestra d'archi                                                                   | Orchestra | 21 aprile 1940: Londra. South London Orchestra (Morley College) cond. Michael Tippett | Dedicato "a Jeffrey Mark" | [ 6 ]        |
| Musica orchestrale   | 1944–45              | Sinfonia n. 1                                                                                           | Orchestra | 10 novembre 1945: Liverpool. Liverpool Philharmonic Orchestra cond. Malcolm Sargent | | [ 1 ]        |
| Musica orchestrale   | 1946                 | Little Music for Strings                                                                                | Orchestra d'archi | 9 novembre 1946: Londra. Jacques Orchestra dir. Reginald Jacques | Scritto per il decimo anniversario della Jacques String Orchestra                                                                                                   | [ 1 ]        |
| Musica orchestrale   | 1948                 | Suite in D: Birthday Suite for Prince Charles                                                           | Orchestra | 15 novembre 1948: Londra. BBC broadcast, BBC Symphony Orchestra cond. Sir Adrian Boult | Commissione della BBC per celebrare la nascita del principe Carlo. Rivisto nel 1983 da Brian Bowen                                                                  | [ 1 ]        |
| Musica orchestrale   | 1952                 | Ritual Dances da The Midsummer Marriage                                                                 | Orchestra e coro opzionale                                                                                                 | 13 febbraio 1953: Basilea. Basler Kammerorchester dir. Paul Sacher | Dedicato "a Walter Goehr" | [ 1 ]        |
| Musica orchestrale   | 1953                 | Variazioni su un tema Elisabettiano (Composite work: seconda variazione, "Lament" di Tippett)           | Small Orchestra | 16 giugno 1953: Londra. Trasmissione BBC, orchestra dir. Benjamin Britten | Variazioni di sei compositori. Prima rappresentazione pubblica Aldeburgh Festival, 20 giugno 1953                                                                   | [ 7 ]        |
| Musica orchestrale   | 1953                 | Fantasia Concertante su un tema di Corelli                                                              | Orchestra d'archi | 29 agosto 1953: Edimburgo. BBC Symphony Orchestra cond. Michael Tippett | Festival di Edimburgo celebrazione del trecentenario della nascita di Arcangelo Corelli                                                                             | [ 8 ]        |
| Musica orchestrale   | 1953–54              | Divertimento on Sellinger's Round                                                                       | Orchestra da camera | 5 novembre 1954: Zurigo. Collegium Musicum Zürich cond. Paul Sacher | Commissionato e dedicato a Paul Sacher | [ 8 ]        |
| Musica orchestrale   | 1956–57              | Sinfonia n. 2                                                                                           | Orchestra | 5 febbraio 1958: Londra. BBC Symphony Orchestra cond. Sir Adrian Boult | Dedicato "a John Minchinton" | [ 2 ]        |
| Musica orchestrale   | 1962                 | Musiche di Scena; The Tempest                                                                           | Orchestra | 29 maggio 1962: Londra. Produzione Old Vic; musica diretta da John Lambert | | [ 9 ]        |
| Musica orchestrale   | 1962–63              | Concerto per orchestra                                                                                  | Orchestra | 28 agosto 1963: Edimburgo. London Symphony Orchestra cond. Colin Davis | Scritto per celebrare il 50º compleanno di Benjamin Britten e dedicato a lui                                                                                        | [ 9 ]        |
| Musica orchestrale   | 1966                 | "Braint" (ultima di Severn Bridge Variations, un lavoro composito)                                      | Orchestra | 12 gennaio 1967: Swansea. BBC Training Orchestra cond Sir Adrian Boult | Una delle 7 variazioni su un trad. Melodia gallese, ciascuna di un compositore diverso                                                                              | [ 3 ]        |
| Musica orchestrale   | 1970–72              | Sinfonia n. 3                                                                                           | Soprano e orchestra | 22 giugno 1972: Londra. Heather Harper, London Symphony Orchestra cond. Colin Davis | Dedicato "a Howard Hartog" | [ 3 ]        |
| Musica orchestrale   | 1976–77              | Sinfonia n. 4                                                                                           | Orchestra | 6 ottobre 1977: Chicago. Chicago Symphony Orchestra cond. Sir Georg Solti | Dedicato "a Ian Kemp" | [ 10 ]       |
| Musica orchestrale   | 1988                 | Water Out of Sunlight                                                                                   | Orchestra | 15 giugno 1988: Londra. Academy of St. Martin in the Fields cond. Neville Marriner | Arrangiamento orchestrale di Meirion Bowen del quartetto per archi n. 4 (1977-78)                                                                                   | [ 5 ] [ 11 ] |
| Musica orchestrale   | 1991–93              | The Rose Lake                                                                                           | Orchestra | 19 febbraio 1995: Londra. London Symphony Orchestra cond. Colin Davis | Presentato in anteprima in concerto per il 90º compleanno di Tippett                                                                                                | [ 12 ]       |
| Sinfonia concertante | 1939–41              | Fantasia on a Theme of Handel                                                                           | Piano e orchestra | 7 marzo 1942: Londra. Phyllis Sellick, London Symphony Orchestra cond. Walter Goehr | Dedicato "a Phyllis Sellick" | [ 6 ]        |
| Sinfonia concertante | 1953–55              | Concerto per pianoforte                                                                                 | Piano e orchestra | 30 ottobre 1956: Birmingham. Louis Kentner, City of Birmingham Symphony Orchestra cond. Rudolf Schwarz                                                                                          | Dedicato "a Evelyn Maude" | [ 8 ]        |
| Sinfonia concertante | 1978–79              | Triplo concerto per violino, viola e violoncello                                                        | Violino, viola, violoncello e orchestra                                                                                    | 22 agosto 1980: Londra. György Pauk, Nobuko Imai, Ralph Kirshbaum, London Symphony Orchestra cond. Colin Davis                                                                                  | Dedicato "a Herbert e Betty Barrett" | [ 10 ]       |
| Coro                 | 1939–41              | Oratorio: A Child of Our Time                                                                           | Solisti SATB, coro e orchestra                                                                                             | 19 marzo 1944: Londra. Joan Cross, Margaret MacArthur, Peter Pears, Roderick Lloyd, London Regional Civil Defence Choir, Morley College Choir, London Philharmonic Orchestra cond. Walter Goehr | Testo di Michael Tippett, che nel 1958 ha organizzato i cinque spiritual per coro non accompagnato.                                                                 | [ 6 ]        |
| Coro                 | 1942                 | Due Madrigai per coro non accompagnato: "The Source" e "The Windhover"                                  | Coro SATB | 17 luglio 1943: Londra. Morley College Choir cond. Walter Bergmann | Adattamenti di poesie di Edward Thomas e Gerard Manley Hopkins | [ 6 ]        |
| Coro                 | 1943–44              | Mottetto: Plebs Angelica                                                                                | Doppio coro | 16 settembre 1944: Canterbury. Fleet Street Choir cond. T. B. Lawrence | Commissionato dalla Cattedrale di Canterbury e dedicato al coro della cattedrale                                                                                    | [ 6 ]        |
| Coro                 | 1944                 | Mottetto: The Weeping Babe                                                                              | Soprano e coro SATB | 24 dicembre 1944: Londra. Trasmissione BBC, BBC Singers cond. Leslie Woodgate | Adattamento della poesia di Edith Sitwell. Dedicato "in memoria di Bronwen Wilson"                                                                                  | [ 1 ]        |
| Coro                 | 1956                 | Quattro canzoni dalle Isole Inglesi: "Early One Morning"; "Lillibullero"; "Poortith cauld"; "Gwenllian" | Coro SATB non accompagnato                                                                                                 | 6 luglio 1958: Royaumont Abbey, France. London Bach Group cond. John Minchinton | Eseguito al Festival di Royaumont del 1958 | [ 2 ]        |
| Coro                 | 1956                 | "Over The Sea To Skye"                                                                                  | Coro SATB non accompagnato                                                                                                 | 31 luglio 2003: Dublin. National Chamber Choir of Ireland diretto da Celso Antunes | Opera persa dopo il 1956, riscoperta nel 2002 | [ 13 ]       |
| Coro                 | 1958                 | Cantata: Crown of the Year                                                                              | Coro SSA; flauti dolci o flauti, oboe, clarinetto, cornetta o tromba, quartetto d'archi, percussioni, campane e pianoforte | 25 luglio 1958: Bristol. Coro e ensemble della scuola di Badminton, dir. Michael Tippett | Composto per il centenario della scuola di Badminton | [ 2 ]        |
| Coro                 | 1958                 | Inno melodia: Wadhurst (adattamento di "Unto the hills around", di John Campbell)                       | | | Scritto su richiesta dell'Esercito della Salvezza | [ 2 ]        |
| Coro                 | 1960                 | "Music" (Poesia di Shelley)                                                                             | Voci all'unisono, archi e pianoforte (o voci e archi)                                                                      | 26 aprile 1960: Tunbridge Wells. Cori dell'East Sussex e del West Kent Choral Festival, dir. Trevor Harvey                                                                                      | | [ 2 ]        |
| Coro                 | 1961                 | Magnificat e Nunc Dimittis                                                                              | Coro SATB e organo | 13 marzo 1962: Cambridge. St John's College Chapel Choir dir. George Guest | Composto per il 450º anniversario della fondazione del St John's College, Cambridge                                                                                 | [ 9 ]        |
| Coro                 | 1962–65              | The Vision of Saint Augustine                                                                           | Baritono solista, coro e orchestra                                                                                         | 19 gennaio 1966: Londra. Dietrich Fischer-Dieskau, BBC Chorus, BBC Symphony Orchestra cond. Michael Tippett                                                                                     | Commissionato dalla BBC | [ 9 ]        |
| Coro                 | 1965–70              | The Shires Suite                                                                                        | Coro e orchestra | 8 luglio 1970: Cheltenham. Schola Cantorum di Oxford, Leicestershire Schools Symphony Orchestra cond. Michael Tippett                                                                           | Scritto per la Leicestershire Schools Symphony Orchestra | [ 3 ]        |
| Coro                 | 1980–82              | Oratorio: The Mask of Time                                                                              | SATB soloists, coro e orchestra                                                                                            | 5 aprile 1984: Boston. Faye Robinson, Yvonne Minton, Robert Tear, John Cheek, Tanglewood Festival Chorus, Boston Symphony Orchestra cond. Colin Davis                                           | Commissionato per il 100º anniversario della Boston Symphony Orchestra                                                                                              | [ 10 ]       |
| Voce                 | 1943                 | Cantata: Boyhood's End                                                                                  | Tenore e pianoforte | 5 giugno 1943: Londra. Peter Pears (tenore), Benjamin Britten (piano) | Testo di W. H. Hudson | [ 6 ]        |
| Voce                 | 1950–51              | Ciclo di canzoni: The Heart's Assurance                                                                 | Voce acuta solista e pianoforte                                                                                            | 7 maggio 1951: Londra. Peter Pears (tenore) e Benjamin Britten (piano) | Ambientazione di poesie di Sidney Keyes e Alun Lewis. Dedicato "alla memoria di Francesca Allinson (1902–45)"                                                       | [ 1 ]        |
| Voce                 | 1952                 | Madrigale a cinque voci: "Dance, Clarion Air"                                                           | Due soprani, contralto, tenore, basso                                                                                      | 1 giugno 1953: Londra. Golden Age Singers e la Cambridge University Madrigal Society cond. Boris Ord                                                                                            | Testo di Christopher Fry. Da A Garland for the Queen, una raccolta di madrigali di vari compositori, che segna l'incoronazione della regina Elisabetta II           | [ 8 ]        |
| Voce                 | 1956                 | Bonny at Morn (arrangemento folk)                                                                       | Voci all'unisono, accompagnamento di flauto dolce                                                                          | aprile 1956 | Scritto per il decimo anniversario del Villaggio Internazionale dei Bambini Pestalozzi a Trogen                                                                     | [ 8 ]        |
| Voce                 | 1959                 | Ninna nanna per sei voci                                                                                | Sei voci, alternativamente contralto solo e piccolo coro SSTTB                                                             | 31 gennaio 1960: Londra. Deller Consort | Scritto per il decimo anniversario di Deller Consort | [ 2 ]        |
| Voce                 | 1960                 | Words for Music Perhaps                                                                                 | Voce recitante e gruppo da camera                                                                                          | 8 giugno 1960: Londra. Trasmissione della BBC, gruppo diretto da Michael Tippett | Poesia di W. B. Yeats | [ 9 ]        |
| Voce                 | 1961                 | Songs for Achilles                                                                                      | Tenore e chitarra | 7 luglio 1961: Aldeburgh. Peter Pears (tenore), Julian Bream (chitarra) | Cantato al Festival di Aldeburgh 1961 | [ 9 ]        |
| Voce                 | 1962                 | Songs for Ariel                                                                                         | Voce solista, piano o clavicembalo                                                                                         | 21 settembre 1962: Londra. Grayston Burgess e Virginia Pleasants | Adattato dalla suite The Tempest (1962); riarrangiato nel 1964 per voce e piccolo gruppo strumentale                                                                | [ 9 ] [ 13 ] |
| Voce                 | 1970                 | Songs for Dov                                                                                           | Tenore e piccola orchestra                                                                                                 | 12 ottobre 1970: Cardiff. Gerard English, London Sinfonietta cond. Michael Tippett | Dedicato "a Eric Walter White" | [ 3 ]        |
| Voce                 | 1988–90              | Byzantium                                                                                               | Soprano e orchestra | 11 aprile 1991: Chicago. Faye Robinson, Chicago Symphony Orchestra cond. Sir Georg Solti | | [ 14 ]       |
| Voce                 | 1995                 | Canzone di Caliban                                                                                      | Baritono e piano | 26 novembre 1995: Londra. Trasmissione BBC, David Barrell (baritono), e Iain Burnside (piano)                                                                                                   | Adattato dalla suite The Tempest (1962) | [ 13 ]       |
| Camera/ Strumentale  | 1934–35              | Quartetto per archi n. 1                                                                                | Violino (2), viola, violoncello                                                                                            | 9 dicembre 1935: Londra. Brosa Quartet | Dedicato "a Wilfred Franks". Rivisto nel 1943 | [ 15 ]       |
| Camera/ Strumentale  | 1936–38              | Sonata per pianoforte n. 1                                                                              | Piano | 11 novembre 1938: Londra. Phyllis Sellick | Dedicato "a Francesca Allinson" | [ 6 ]        |
| Camera/ Strumentale  | 1941–42              | Quartetto per archi n. 2 in fa diesis                                                                   | Violino (2), viola, violoncello                                                                                            | 27 marzo 1943: Londra. Zorian Quartet | Dedicato "a Walter Bergmann" | [ 6 ]        |
| Camera/ Strumentale  | 1945–46              | Quartetto per archi n. 3                                                                                | Violino (2), viola, violoncello                                                                                            | 19 ottobre 1946: Londra. Zorian Quartet | Dedicato "a Mrs Mary Behrend" | [ 1 ]        |
| Camera/ Strumentale  | 1946                 | "Preludio al Vespro di Monteverdi"                                                                      | Organo solista | 5 luglio 1946: Londra. Geraint Jones | Dedicato "a Geraint Jones" | [ 1 ]        |
| Camera/ Strumentale  | 1954                 | Quattro Invenzioni per flauti                                                                           | Flauti dolci soprani acuti                                                                                                 | 1 agosto 1954: Londra. Society of Recorder Players | | [ 8 ]        |
| Camera/ Strumentale  | 1955                 | Sonata per quattro corni                                                                                | Corni francesi | 20 dicembre 1955: Londra Dennis Brain Wind Ensemble | | [ 8 ]        |
| Camera/ Strumentale  | 1962                 | Sonata per pianoforte n. 2                                                                              | Piano | 3 settembre 1962: Edimburgo. Margaret Kitchin | Dedicato "a Margaret Kitchin" | [ 9 ]        |
| Camera/ Strumentale  | 1962                 | Praeludium                                                                                              | Ottoni, campane e percussioni                                                                                              | 14 novembre 1962: Londra. BBC Symphony Orchestra (sezioni) cond. Antal Doráti | Composto per il 40º anniversario della BBC | [ 9 ]        |
| Camera/ Strumentale  | 1962–63              | "Mosaic"                                                                                                | Banda di legni | | Asattamento del primo movimento del Concerto per orchestra (1962-1963)                                                                                              | [ 13 ]       |
| Camera/ Strumentale  | 1964                 | Preludio, Recitativo e Aria                                                                             | Flauto, oboe e clavicembalo o pianoforte                                                                                   | febbraio 1964: Londra. Trasmissione della BBC, Orion Trio | Arrangiamento dell'aria di Hermes "O Divine Music" dal King Priam (1958-1961)                                                                                       | [ 13 ]       |
| Camera/ Strumentale  | 1971                 | In Memoriam Magistri                                                                                    | Flauto, clarinetto e quartetto d'archi                                                                                     | 17 giugno 1972: Londra. London Sinfonietta cond. Elgar Howarth | Commissionato dalla rivista Tempo in memoria di Igor Stravinsky, morto il 6 aprile 1971                                                                             | [ 3 ]        |
| Camera/ Strumentale  | 1972–73              | Sonata per pianoforte n. 3                                                                              | Piano | 26 maggio 1973: Bath. Paul Crossley | Dedicato "a Anna Kallin" | [ 3 ]        |
| Camera/ Strumentale  | 1977–78              | Quartetto per archi n. 4                                                                                | Violino (2), viola, violoncello                                                                                            | 20 maggio 1979: Bath. Lindsay String Quartet | Dedicato "a Michael Tillett, collega e amico". Per la versione orchestrale vedi Water Out of Sunlight (1988)                                                        | [ 10 ]       |
| Camera/ Strumentale  | 1982–83              | The Blue Guitar                                                                                         | Chitarra solista | 9 novembre 1983: Pasadena, Ca. Julian Bream | Dedicato "a il ricordo di Calvin Simmons (1950–82)" | [ 10 ]       |
| Camera/ Strumentale  | 1983–84              | Sonata per pianoforte n. 4                                                                              | Piano | 14 gennaio 1985: Los Angeles. Paul Crossley | Dedicato "a Michael Vyner" | [ 16 ]       |
| Camera/ Strumentale  | 1985                 | A Vision of the Island (adattamento della musica di scena "The Tempest")                                | voci recitanti, quattro voci maschili, ensemble da camera                                                                  | 25 ottobre 1985: Londra. Trasmissione BBC, membri del Taverner Consort e Nash Ensemble cond. Andrew Parrott                                                                                     | | [ 16 ]       |
| Camera/ Strumentale  | 1990–91              | Quartetto per archi n. 5                                                                                | Violino (2), viola, violoncello                                                                                            | maggio 1992: Sheffield. Lindsay Quartet | | [ 17 ]       |
| Camera/ Strumentale  | 1991                 | Preludio: Autumn                                                                                        | Oboe e piano | | | [ 5 ]        |
| Banda di ottoni      | 1943                 | Fanfara per ottoni n. 1                                                                                 | Quattro corni, tre trombe, tre tromboni                                                                                    | 21 settembre 1943: Northampton. Banda del reggimento del Northamptonshire | Commissionato per il 30º anniversario della consacrazione della chiesa di San Matteo, Northampton                                                                   | [ 6 ]        |
| Banda di ottoni      | 1953                 | Fanfare per ottoni n. 2 e 3                                                                             | N. 2 (quattro trombe); N. 3 (tre trombe)                                                                                   | 6 giugno 1963: St Ives (Cornovaglia). Trombettisti della RAF Mawgan | | [ 8 ]        |
| Banda di ottoni      | 1980                 | Fanfara per ottoni n. 4: Wolf Trap                                                                      | Tre trombe, due tromboni e tuba                                                                                            | 29 giugno 1980: Wolf Trap, Virginia. Membri della National Symphony Orchestra di Washington, cond. Hugh Wolff                                                                                   | | [ 10 ]       |
| Banda di ottoni      | 1983                 | Festal Brass with Blues                                                                                 | Banda di ottoni | 6 febbraio 1984: Hong Kong. Faery Engineering Band. cond. Howard Williams | | [ 16 ]       |
| Banda di ottoni      | 1987                 | Fanfara per banda di ottoni n. 5                                                                        | 4 corni, 4 trombe, 2 tromboni, trombone basso, tuba, percussioni                                                           | giugno 1987: Philip Jones Brass Ensemble cond. Elgar Howarth | Arrangiato da Meirion Bowen da The Mask of Time | [ 5 ] [ 13 ] |
| Banda di ottoni      | 1987                 | Triumph                                                                                                 | Banda da concerto: ottoni, fiati e percussioni                                                                             | | Commissionato da The New England Conservatory, Baylor University, University of Michigan, Florida State University, Ohio State University e Cincinnati Conservatory | [ 5 ] [ 13 ] |

## Opere giovanili e lavori non pubblicati
Le seguenti opere sono elencate da Kemp come (a) opere o frammenti i cui manoscritti sono sopravvissuti e (b) opere i cui manoscritti sono andati perduti ma di cui esiste una registrazione di un'esecuzione pubblica.
| Data di composizione | Titolo | Forze orchestrali           | Note |
| -------------------- | --- | --------------------------- | --- |
| 1926–27              | Arrangiamenti: Bolsters (ballet); "The House that Jack Built"; "Cheerly Men"; "Yang-Tsi-Kiang"; "Three Jovial Huntsmen" | Trio per pianoforte         | |
| 1927                 | The Undying Fire | Baritono, coro e orchestra  | Testi di H. G. Wells |
| 1927–28              | The Village Opera: opera in 3 atti                                                                                      | Voci ed orchestra           | Adattamento del lavoro del 1729 di Charles Johnson |
| 1928                 | Sonata per pianoforte in do minore                                                                                      | Piano                       | |
| 1928–30              | Quartetto per archi in fa                                                                                               |                             | |
| 1928–30              | Concerto in re | Flauti, oboe, corni e archi | Manoscritto perduto |
| 1929                 | Quartetto per archi in fa minore                                                                                        |                             | |
| 1929                 | Variazioni per pianoforte per Dudley Parvin                                                                             | Piano                       | |
| 1929                 | Dieci variazioni su una canzone popolare svizzera armonizzata da Beethoven                                              | Piano                       | |
| 1929                 | Tre canzoni: "Sea Love"; Afternoon Tea; Arracombe Fair                                                                  | Voce e pianoforte           | Poesie di Charlotte Mew. Manoscritti musicali di "Sea Love" e "Arracombe Fair" perduti.                                                                                              |
| 1930                 | "Jockey to the Fair": variazioni                                                                                        | Piano                       | |
| 1930                 | Overture e musica di scena: Don Juan                                                                                    | Orchestra                   | Play (1925) by James Elroy Flecker. Music manuscript lost |
| 1930                 | Salmo in do maggiore: "The Gateway"                                                                                     | coro e orchestra            | Testo di Christopher Fry |
| 1930                 | Sonata in mi minore |                             | Solo frammenti |
| 1930–31              | Movimento sinfonico | Orchestra                   | |
| 1932                 | Trio per archi in si bemolle                                                                                            |                             | Versione orchestrale del 1932 (solo frammenti) |
| 1933–34              | Sinfonia in si bemolle                                                                                                  | Orchestra                   | |
| 1934                 | Robin Hood (Opera) | Voci ed orchestra           | Libretto di Tippett, Ruth Pennyman e David Ayerst: Eseguita da un cast amatoriale a Boosbeck, nello Yorkshire, nel 1934. Parte della musica riciclata nella Birthday Suite del 1948. |
| 1935                 | "Miners" | coro e piano                | Testo di Judy Wogan |
| 1937                 | A Song of Liberty: The Marriage of Heaven e Hell                                                                        | coro e orchestra            | Poem by William Blake |
| 1938                 | Robert of Sicily (Opera per bambini)                                                                                    | Voci ed orchestra           | Testo di Christopher Fry basato su Longfellow |
| 1939                 | Seven at one Stroke (Opera per bambini)                                                                                 | Voci ed orchestra           | Testo di Christopher Fry basato su The Valiant Little Tailor, una delle Fiabe dei F.lli Grimm                                                                                        |